# Cratere Wallops
Wallops  è un cratere sulla superficie di Marte.